# THQ
THQ Inc. — существовавшая с 1989 по 2013 год американская компания, занимавшаяся разработкой и изданием компьютерных игр. Компания выпускала игры для игровых приставок, портативных игровых систем, а также для персональных компьютеров. Используемая в качестве названия аббревиатура THQ означала «Toy Headquarters» (рус. штаб-квартира игрушек).
Компания владела обширным портфелем прав интеллектуальной собственности, включающем в себя как игры, разработанные самой THQ, так и игры других разработчиков; к числу разработанных внутренними студиями THQ игр принадлежали Darksiders, De Blob, Destroy All Humans!, MX vs. ATV, Red Faction и Saints Row. THQ также владела рядом исключительных лицензий на разработку и выпуск компьютерных игр, полученных на основе договоров с такими компаниями и организациями, как Disney, Pixar, DreamWorks, Games Workshop, Nickelodeon, World Wrestling Entertainment (WWE) и Ultimate Fighting Championship (UFC).
В 2010-х годах THQ столкнулась с финансовыми неудачами, крупнейшей из которых стал коммерческий провал графического планшета uDraw GameTablet — устройства, разработанного как аксессуар для игровых приставок. В 2012 году THQ объявила о банкротстве; ряд активов компании был продан с аукциона. Шведская компания Nordic Games (ныне Embracer Group), сумевшая сосредоточить у себя часть этих активов, в 2014 году приобрела права на товарный знак THQ, а с 2016 по 2019 год сама носила название THQ Nordic; это же название сохраняет её дочерняя австрийская компания THQ Nordic.

## История

### Первые шаги (1989—1999)
TAC (Trinity Acquisition Corporation) была образована в 1989 году в Нью-Йорке. Основным направлением компании было производство настольных игр. В 1990 году она приобрела Brøderbund's Video Game Division (BVGD). В 1994 году компания полностью сосредоточилась на создании видеоигр.

### Годы успеха (2000—2009)

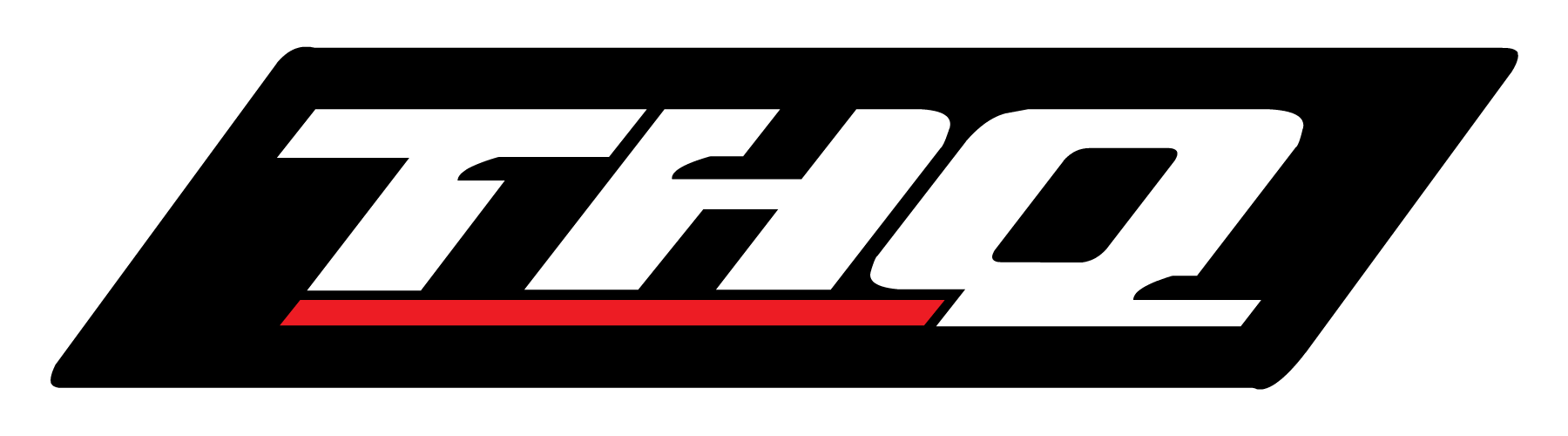
Логотип THQ (2000—2011)

В 2000 году THQ представила новый логотип, который использовала 11 лет. В феврале этого же года, THQ столкнулась с иском по федеральному закону о ценных бумагах (из-за нераскрытия существенной информации). В сентябре того же года приобрела Volition, Inc. расположенный в Шампейне, штат Иллинойс. С тех пор THQ имела 17 студий по всему миру с различными возможностями во всех игровых платформах.
Примеры этому студии Relic Entertainment, Blue Tongue Entertainment, Juice Games, Kaos Studios и Volition, Inc. Они уже работали над играми для консолей следующего поколения, а также ПК.
THQ купила Vigil Games в 2006 году. На 10 мая 2007 года, THQ сообщила о своих высоких годовых показателях продаж и чистой прибыли за финансовый год, который закончился 31 марта. Выручка от продаж составила более $1 млрд. В марте 2008 года, THQ объявила о разработке первого в мире консольного планшета uDraw.
Вскоре после этого, 3 ноября 2008 года, компания закрыла пять своих внутренних студий: Paradigm Entertainment, Mass Media Inc., Helixe, Locomotive Games и Sandblast Games.
В 2009—2010 годах THQ подстерегали финансовые трудности.

### Коммерческие неудачи и банкротство (2011—2013)
В ноябре 2011 года THQ представила uDraw для Xbox 360 и PlayStation 3. Но планшет стал коммерческим провалом. 12 января 2011 года THQ представила новый логотип.
В марте того же года акции THQ упали на 26 % из-за неудачного запуска Homefront. Летом 2011 объявила о закрытии Kaos Studios (разработчик Homefront).
13 ноября 2012 года THQ не смогла осуществить выплаты по ранее полученному кредиту в размере 50 млн долларов и была вынуждена объявить о своём банкротстве. Активы THQ были выставлены на открытый аукцион для погашения долгов. В ходе 22-часового аукциона активы THQ были разделены между несколькими покупателями. Данные о ценах и победителях аукциона привел сайт Distressed Debt Investing:
Участниками стали крупные разработчики и издатели компьютерных игр: Sega (приобрела Relic Entertainment за 26,6 млн долларов), Ubisoft (игра South Park: The Stick of Truth за 3 млн долларов, THQ Montreal и Underdog за 2,5 млн долларов), Take-Two Interactive (игры серии WWE, игра Evolve за 10,894 млн долларов), Deep Silver (Volition, Inc за 22 млн долларов, 4A Games за 5,8 млн долларов).
Некоторые игровые франшизы распродавались отдельно. Так, права на игровую серию Homefront достались Crytek, Homeworld — Gearbox Software, игры Darksiders, Red Faction, MX vs ATV и другие — Nordic Games.
Отдельно права на сам бренд THQ приобрела Nordic Games, которая в 2014 году сменила своё имя на THQ Nordic. Под этим именем компания продолжила издавать новые игры.